# Étienne Clémentel
Étienne Clémentel, né le 29 mars 1864 à Clermont-Ferrand (Puy-de-Dôme) et mort le 25 décembre 1936 à Prompsat (Puy-de-Dôme), est un homme politique français de la Troisième République, plusieurs fois ministre.
Il est considéré comme l'un des pères de la technocratie et de l'intervention de l'État dans l'économie en France, ayant regroupé sous son autorité, de 1915 à 1919, la plupart des ministères traitant des questions économiques.
Acteur efficace de l’économie sociale, il est à l’origine de grandes initiatives associatives et coopératives dont la loi Clémentel - votée le 13 mars 1917 sur l’organisation du crédit au commerce et à l’industrie - qui donne officiellement naissance aux Banques Populaires en les dotant d’un statut de sociétés coopératives et crée par la même occasion les Sociétés de Caution Mutuelle. En imposant une vision économique audacieuse, fondée sur la coopération et la solidarité, cette loi a permis aux artisans, commerçants et petits industriels d’accéder au crédit bancaire.
On lui doit également la création des régions en France (1919) et de la première tentative de planification économique (le plan Clémentel en 1919). Partisan de l'organisation professionnelle, il est notamment l'un des initiateurs de la fondation de la CGPF (syndicat patronal ancêtre du Medef), de l'organisation de l'artisanat, de la structure nationale du Crédit agricole, ou encore de la Chambre de commerce internationale dont il sera le premier président (1920).
Sa démarche intellectuelle et son action s’inscrivent dans la doctrine solidariste.

## Biographie

### Jeunesse et études
Né en 1864 dans une famille de meuniers et de minotiers aux portes de Clermont-Ferrand, Étienne Clémentel est très tôt orphelin de père. Il est élevé par sa mère dans un faubourg de Riom. Après des études chez les maristes, il obtient des licences de droit et de lettres. 

### Parcours professionnel
Poussé par la nécessité, il entreprend une carrière de surnuméraire (employé non titulaire) dans l'enregistrement, puis achète une charge de notaire à Riom. Il se lance dans la carrière politique après le décès de sa première épouse. D'abord élu au conseil municipal de Riom, il accède, en septembre 1900, lors d'une élection partielle, au poste de député à « Riom-plaine », siège qu'il conserve jusqu'en 1919. Il devient maire de Riom en 1904 ; il reste à la tête de sa ville jusqu'à sa mort, en 1936.
En 1906, il est administrateur des établissements Bergougnan à Paris (Raymond Bergougnan fut le subrogé tuteur de ses enfants après le décès de la première épouse de Clémentel). La présence de Clémentel à ce conseil d'administration tout comme à celui d'autres sociétés (Les magasins du Louvre, Le Petit Journal, Darracq et la société des caoutchoucs de l’Indochine) alimente une polémique avant comme après guerre.
Il est aussi sénateur du Puy-de-Dôme de 1920 à 1935. Élu conseiller général en 1910, il est président de l'Assemblée départementale de 1911 à 1935.
Au parlement, il se voit confier précocement des fonctions importantes. Vice-président de la Chambre de 1909 à 1914, il est rapporteur du budget général de la France en 1914. À l'automne de la même année, il accède à la présidence de la commission du Budget dont on a pu dire qu'elle était plus importante qu'un ministère.
Étienne Clémentel appartient à des cabinets qui ont à prendre des décisions cruciales dans la France d'avant-guerre. Ses premières fonctions sont celles de ministre des Colonies dans le gouvernement Rouvier (janvier 1905 - mars 1906) qui doit régler le problème de la séparation des Églises et de l'État. En 1913, il participe, comme ministre de l'Agriculture, au cabinet Barthou, qui lance le processus de vote de la loi militaire des trois ans (après avoir été d'une période de deux ans depuis 1905, le service militaire repasse à une durée de trois ans à partir de 1913). Enfin, pendant 3 jours, du 9 au 13 juin 1914, en pleine crise politique, il est ministre des Finances dans l'éphémère ministère Ribot.
En 1900, il est l'auteur d'un ouvrage, resté inédit, de théorie économique (ce manuscrit fut longtemps considéré avoir été écrit dans les années 1930).

## Un rôle national de tout premier plan

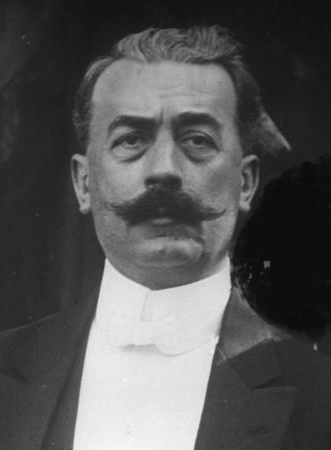
Étienne Clémentel en 1914.

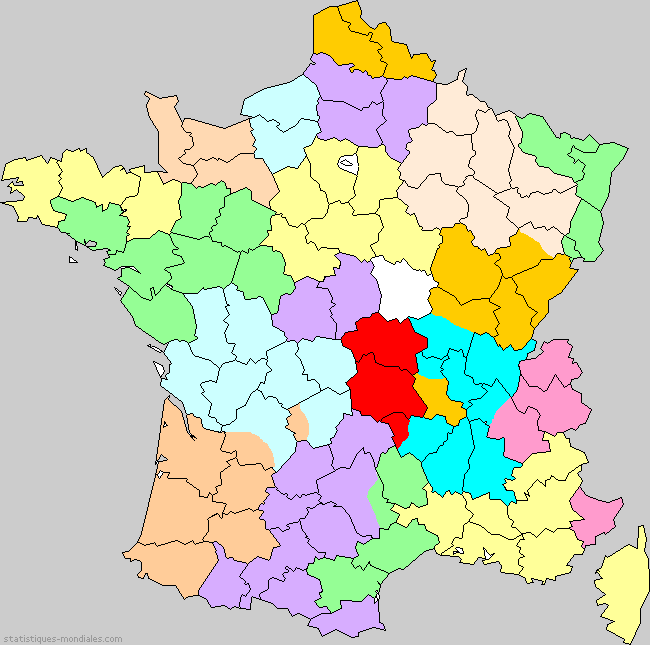
Carte des régions économiques Clémentel

Pendant la Première Guerre mondiale, il est appelé au poste de ministre du Commerce et de l’industrie le 29 octobre 1915 par Briand. Dans les cinq gouvernements qui se succèdent, Étienne Clémentel est le seul ministre à conserver sa charge aussi longtemps, puisqu'il reste membre de la direction nationale d'octobre 1915 à novembre 1919.
Outre cette longévité exceptionnelle, il ne cesse d'accroître ses fonctions ministérielles. Il hérite en 1915 du portefeuille du Commerce, de l'Industrie et des Postes et Télégraphes. En décembre 1916, il adjoint temporairement à ces fonctions la charge de l'Agriculture et du Travail, regroupant de facto la responsabilité de toute l'économie civile nationale. Clemenceau étend même, à sa demande, ses fonctions au domaine sensible des Transports maritimes et de la Marine marchande, lui donnant ainsi la haute main sur le ravitaillement du pays.
En 1917, il propose d'organiser un réseau de banques coopératives, né en 1878, à Angers . La loi du 13 mars 1917 relative à l’organisation du crédit, au commerce et à l’industrie, organise le réseau spécialisé des Banques Populaires.
Il suggère la création des dix-sept « groupements d'intérêts régionaux » (arrêté ministériel du 5 avril 1919) fondés sur l'ossature des Chambres de commerce. Ils sont à l'origine des régions françaises actuelles. Pour ce projet de régionalisation, Étienne Clémentel prend pour conseiller Henri Hauser, lui-même prenant pour modèle de la réforme les travaux de Paul Vidal de la Blache.
Clémentel souhaite poursuivre après la guerre la collaboration interalliés sur la base d’un « libéralisme organisé ».
Son échec électoral de 1919 le conduit à présenter sa démission à Clemenceau. Son retour dans l'arène parlementaire du Sénat, dès janvier 1920, lui permet de retrouver rapidement un rôle comme président des Conseillers du commerce extérieur de la France.
En 1924, Édouard Herriot l'appelle comme ministre des Finances dans le cabinet formé après la victoire du cartel des gauches. Il rencontre rapidement des difficultés qui l'amènent à réglementer les mouvements de fonds avec l'étranger (loi du 30 juin 1924 sur l'exportation des capitaux et l'importation des titres et valeurs mobilières), à solliciter une avance de la Banque de France (convention du 22 décembre 1924), à émettre un emprunt de 100 millions de dollars aux États-Unis et à créer, pour améliorer les rentrées fiscales, des chèques-contribution (décret du 11 mars 1925). Il crée d'autre part, avec le décret du 16 janvier 1925, un conseil national économique, mais cette réforme de structure reste, pour l'heure, sans lendemain.
Étienne Clémentel accompagne Herriot à la Conférence de Londres sur les Réparations, dont sera issu le plan Dawes. Un désaccord entre lui, le président du Conseil et la SFIO apparaît sur plusieurs questions et le conduit à démissionner en 1925. C'est le début de l'agonie du Cartel.
Étienne Clémentel ne revient plus au gouvernement. Pourtant, en octobre 1929, il est pressenti comme président du Conseil par son ancien collègue Gaston Doumergue, devenu président de la République. Il échoue à former un gouvernement soutenu par une majorité.
Revenu des charges du pouvoir en 1920, Étienne Clémentel reste jusqu'à son échec final, en 1935, un sénateur actif. Il est réélu dès le 1er tour en janvier 1927, par 555 voix sur 1090 exprimés. Il accède au poste éminent de président de la Commission des finances de 1927 à 1935. Il profite de son siège à la Haute Assemblée pour impulser les projets politiques auxquels il s'était résolu pendant la guerre, malgré la baisse d'activité à laquelle le contraint depuis 1930 une grave maladie. Son échec en 1935 est dû à son différend avec Pierre Laval qui, candidat indépendant est élu dès le 1er tour, sénateur du Puy-de-Dôme, avec 647 voix sur 1 246 votants. Clémentel, candidat radical-socialiste n'obtient que 245 voix au 1er tour, 227 au second et 37 au 3e.

## Un précurseur
Il lance dès 1919 auprès de Clemenceau l'idée d'un plan industriel de modernisation, dit plan Clémentel. Il concentre aussi son action sur les organisations professionnelles et joue un rôle décisif dans la naissance de la Confédération générale de la production française, ancêtre lointain du CNPF. De même, il entend favoriser la naissance d'une organisation de l'artisanat et reçoit pour son action en 1920, le titre de « père de l'artisanat ». On crée même à Paris une cité de l'artisanat, dite cité Étienne-Clémentel en 1933. Après avoir patronné la naissance des CCP (Comptes chèques postaux) par la loi du 7 janvier 1918 (dont il est le titulaire du premier compte créé à Paris), il joue, en tant que sénateur, une fonction de promoteur de la loi aboutissant à la naissance de la structure nationale du Crédit agricole. N'ayant pas abouti dans le maintien d'une coopération économique au niveau des États en 1919, il reporte ses espoirs sur l'organisation de la Chambre de commerce internationale dont il est, en 1920, le premier président.

## Une âme d'artiste

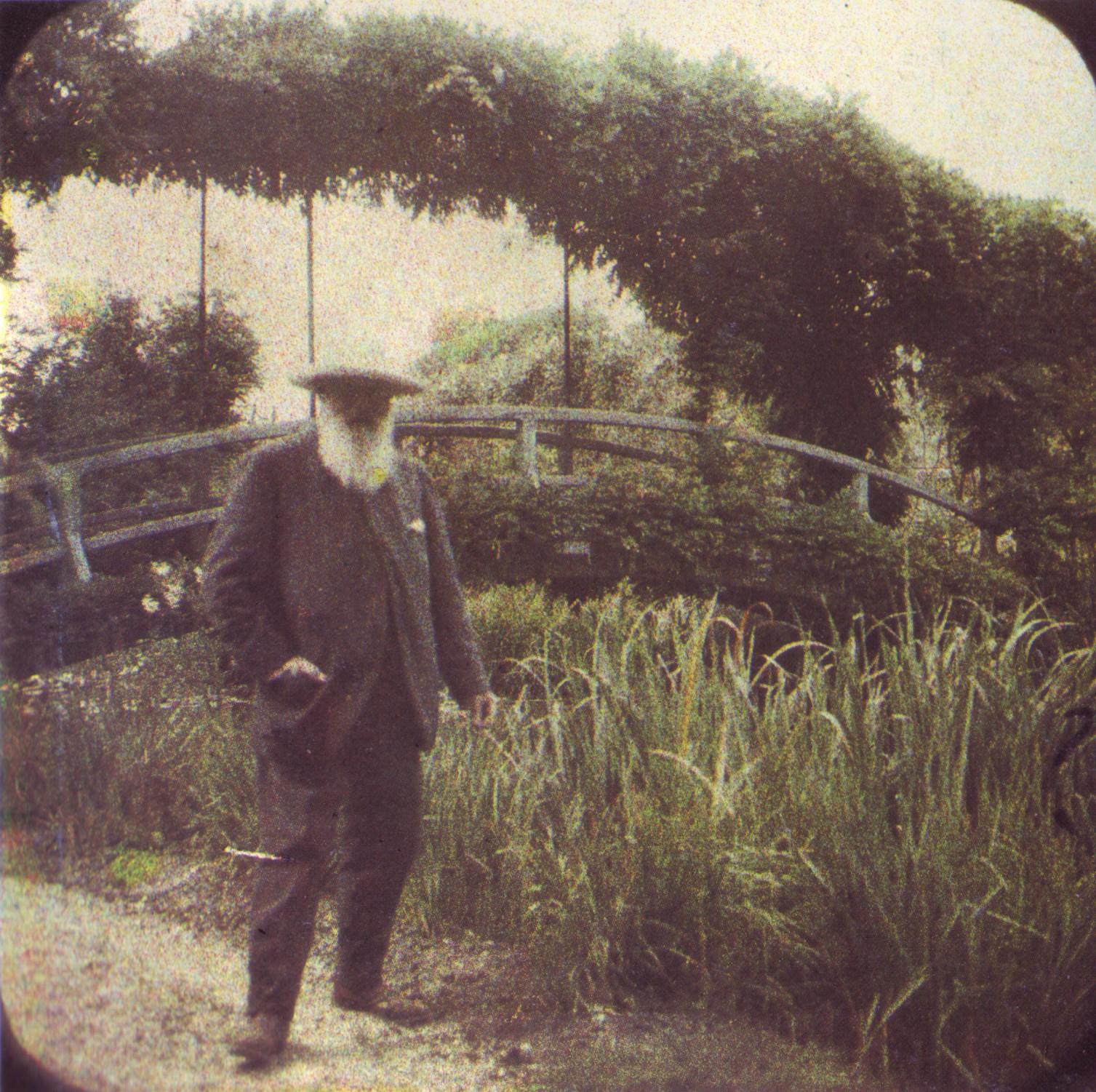
Claude Monet devant le bassin aux nymphéas, à Giverny. Autochrome réalisé par Étienne Clémentel vers 1917.

Ses goûts passionnés pour la peinture, la littérature, la poésie et la musique font de lui un homme politique atypique. Depuis son passage à l'École des beaux-arts de Clermont-Ferrand dans sa jeunesse, il reste fasciné par l'art et les artistes. Il fréquente les « mardis » de Mallarmé, puis nombre de salons parisiens. Désigné par Rodin comme un de ses trois exécuteurs testamentaires, il contribue à la création du musée Rodin en 1916 à Paris. Peintre à ses heures, il agrémente ses notes de portraits des hommes politiques qu'il côtoie. Il est également auteur de pièces de théâtre.
Il est lui même peintre et expose dans la Galerie Bernheim-Jeune. Il soutient les artistes de l'Ecole de Murols dans le Puy de Dôme, et avec un autre ministre, Étienne Dujardin-Beaumetz il travaille à désigner Murols comme l'école d'hiver de peinture de paysages des Beaux-Arts de Paris. L'instabilité ministérielle n'a pas permis de réaliser le projet.
Il s'avère aussi habile photographe dans le traitement de ses autochromes qui se distinguent très nettement des autres amateurs. Un ensemble de quelque 500 autochromes de Clémentel offert par sa famille à l'État français en 1991 est conservé au musée d'Orsay.
La familiarité de l'artiste avec les peintres impressionnistes eut une grande influence sur la réalisation de ses prises de vue. Clémentel fut lié à Renoir et Bourdelle et fut l'ami intime de Monet, utilisant cette technique à des fins artistiques.
L'idéal humaniste et sa croyance religieuse restent toujours les moteurs de son action.

## Une passion pour sa région et Riom

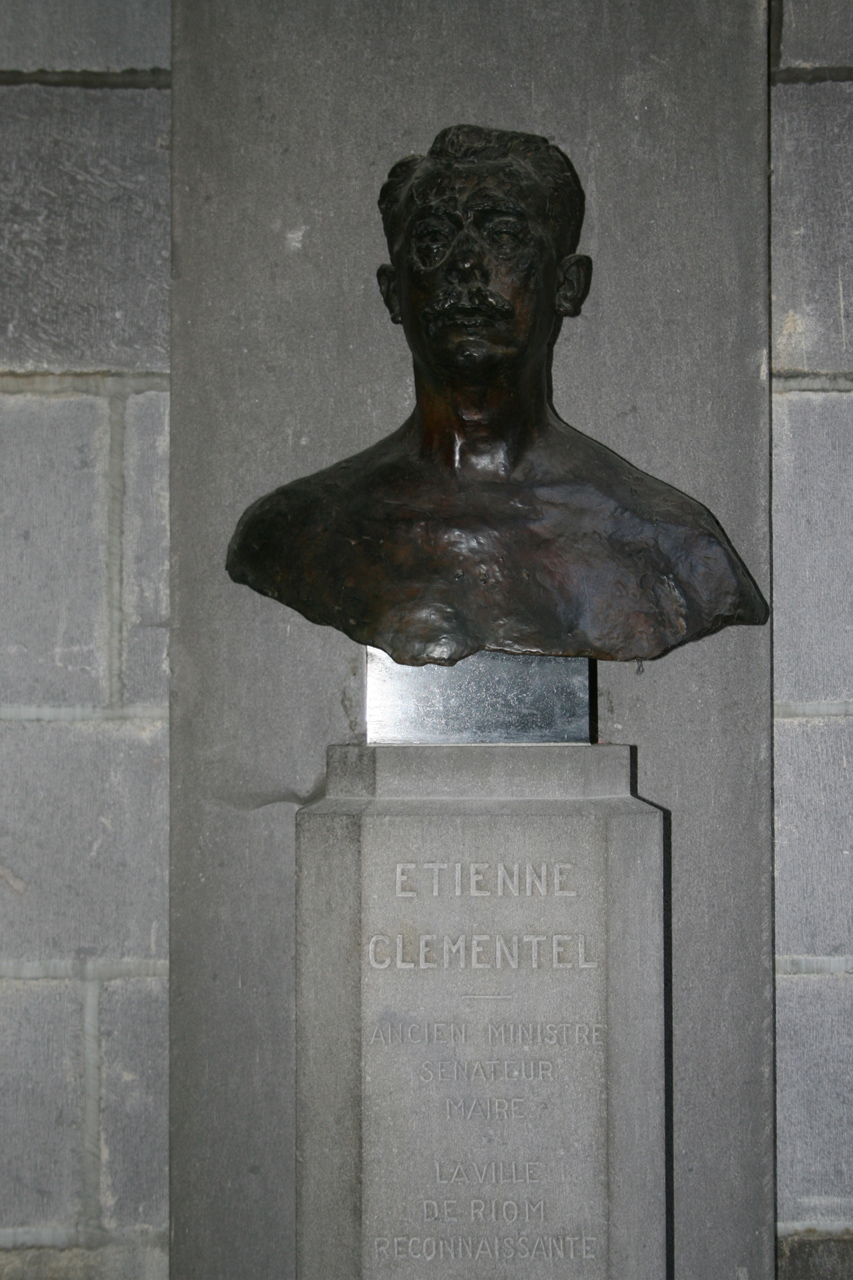
Buste réalisé par Rodin, dans la cour renaissance de l'hôtel de ville de Riom.

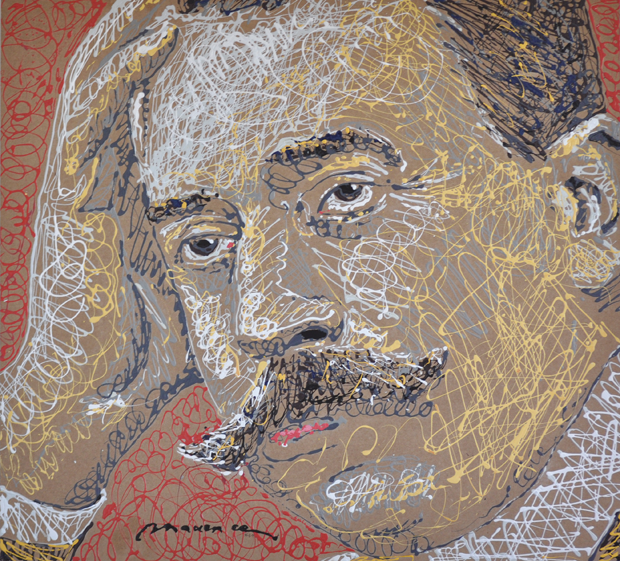
Portrait filiste réalisé par Maxence visible à l’hôtel de ville de Riom.

Bien que né à Clermont-Ferrand, son passé personnel le rattache profondément à la région riomoise où il passe son enfance et sa prime jeunesse. Il fréquente la société de gymnastique « La Riomoise » et se forge nombre d'amitiés durables et utiles. Il vit entre Riom et Combronde où il dispose d'une résidence familiale. En 1919, il s'installe dans le village de Prompsat. Poussé par son maître Emmanuel des Essarts, il a rédigé en 1898, les textes de deux conférences sur L'âme celtique et sur Michelet. Président du conseil général du Puy-de-Dôme de 1911 à 1935, il apparaît comme l'un des maîtres de la vie politique locale aux côtés du docteur Eugène Chassaing, d'Alexandre Varenne ou de Philippe Marcombes. Affaibli et éloigné des affaires politiques depuis son attaque de 1930, il ne peut empêcher l'ascension de Pierre Laval, qui cherche à gagner les radicaux à une alliance avec les modérés. Après avoir obtenu le maintien de la stratégie traditionnelle d'alliance à gauche avec les socialistes lors de l'assemblée générale de la Fédération républicaine, radicale et radicale-socialiste du Puy-de-Dôme en 1932, la volonté d'implantation de Laval cause son ultime échec aux sénatoriales en 1935.
Son action la plus durable se manifeste à Riom. Entré dans la municipalité dès 1892, devenu adjoint en 1896, il préside le conseil municipal de 1904 à sa mort. Attentif à l'activité économique, il concourt à la création d'une nouvelle bibliothèque, d'abattoirs modernes, au réaménagement d'une nouvelle gare, à l'installation du parc Dumoulin et de la salle des fêtes. Certains quartiers sont réhabilités. Il se penche sur les problèmes d'approvisionnement en eau de la cité. En 1926, il vend, au profit de l'hôpital de Riom, ses tableaux et dessins dans la grande galerie Berheim, ce qui rapporte 250 000 francs à l'institution riomoise.
Son apport le plus présent reste l'embellissement de la cité. Il est responsable du transfert à Riom de la fontaine Desaix, inaugurée en 1906. Régulièrement, il agrémente sa ville de statues nouvelles comme La Marseillaise ou Le chef gaulois mourant. À la fin de son mandat, il fait déplacer, pour la protéger, la Vierge à l'Oiseau du Marthuret (1932). Après avoir fait classer l'hôtel de ville en 1908, il le fait restaurer en 1920, n'hésitant pas à participer avec ses propres peintures à la décoration des salles, ainsi que la salle Dumoulin. Après la Grande Guerre, il fait ériger l'arc de triomphe dédié aux victimes du conflit et installe une sculpture de Rodin, Gallia Victrix, dans la cour de l'hôtel de ville. C'est précisément là que l'on retrouve le buste d'Étienne Clémentel, dernière œuvre de Rodin.
En 2018, pour rendre hommage aussi bien au politique qu’à l’artiste, une exposition est montée par les Archives municipales de Riom avec une sélection de documents originaux conservés dans les archives de la ville, d’œuvres originales de l’artiste prêtées par ses descendants, et des éléments plus contemporains comme le portrait hommage en filaments de l’artiste Hugo-Diogon Maxence.
Il est enterré au cimetière des Charmettes de Riom.

## Publications
- Clémentel, Étienne, Un drame économique, les délimitations, le passé, l'avenir, Paris, P. Lafitte & Cie, cop. 1914, 318 p. (lire en ligne)